# Sowjetlettische Armee
Die Sowjetlettische Armee (lettisch: Padomju Latvijas armija) war 1919 die bewaffnete Kraft der Lettischen Sozialistischen Sowjetrepublik. Sie unterstand faktisch dem Oberbefehl der  Roten Armee und wurde nach dem Verlust des lettischen Staatsgebietes in diese eingegliedert. Gegen die sowjetlettische Armee kämpften unter anderem die Baltische Landeswehr und die Estnische Armee.

## Entstehung und Zusammensetzung

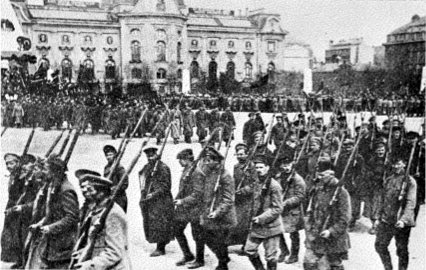
Parade der Armee Rätelettlands am 1. Mai 1919

Durch Beschluss des Revolutionären Kriegsrates der LSSR wurde die Armee am 4. Januar 1919 nach der Einnahme Rigas gegründet. Unterstellt wurden die 1. Sowjetlettische Schützendivision, die Internationale Division sowie die Regimenter Liepāja und Saratov. Aus letztgenannten Regimentern und eingezogenen lettischen Soldaten wurde mit der Bildung einer 2. Sowjetlettischen Schützendivision begonnen. Zeitweise unterstanden auch die 2. Novgoroder Division und die Litauische Schützendivision dem Kommando der Armee. Nach Möglichkeit wurden Einheiten der lettischen roten Schützen, die noch in Russland eingesetzt waren an die lettische Front verlegt und in die Armee eingegliedert. Bis Mitte Mai erreichte die Armee eine Gefechtsstärke von ungefähr 45.000 Personen. Der Armee-Inspekteur Reinholds Bērziņš bezifferte den Personalbestand am 14. Mai 1919 unter Einschluss rückwärtiger Teile und Armee-Einrichtungen auf 10.5000 Personen.  Neben den Landeinheiten bestand auch eine Fliegertruppe mit 18 Flugzeugen und Marineeinheiten für den Küstenschutz. Anders als in der Roten Armee waren im Revolutionären Kriegsrat noch bis zur Auflösung 1919 gewählte Soldatenräte vertreten.

## Einsätze
Bis Februar 1919 konnten die reichsdeutschen und gegenrevolutionären Einheiten bis auf einen kleinen Raum um Liepāja zurückgedrängt werden. An der Front in Estland mussten erste Rückschläge hingenommen werden. Im März zog sich die Armee aus Kurland zurück, wo unter dem Oberbefehl von Rüdiger von der Goltz eine Offensive stattfand. Angriffe im südlichen Estland verliefen nicht erfolgreich. Nach dem 22. Mai 1919 musste Riga und bald darauf auch das südliche Livland geräumt werden. Bei diesen Operationen verlor die Armee durch Desertation, Verwundung, Tod und Gefangennahme etwa 60 % ihres Personalbestandes. Im Raum Daugavpils erfolgte eine Reorganisation der Reste der Armee und am 7. Juni die Umbenennung in 15. Armee.

## Befehlshaber
- Jukums Vācietis (6. Januar 1919 – 10. März 1919)
- Pēteris Slavens (10. März 1919 – 7. Juni 1919)